# 国道343号

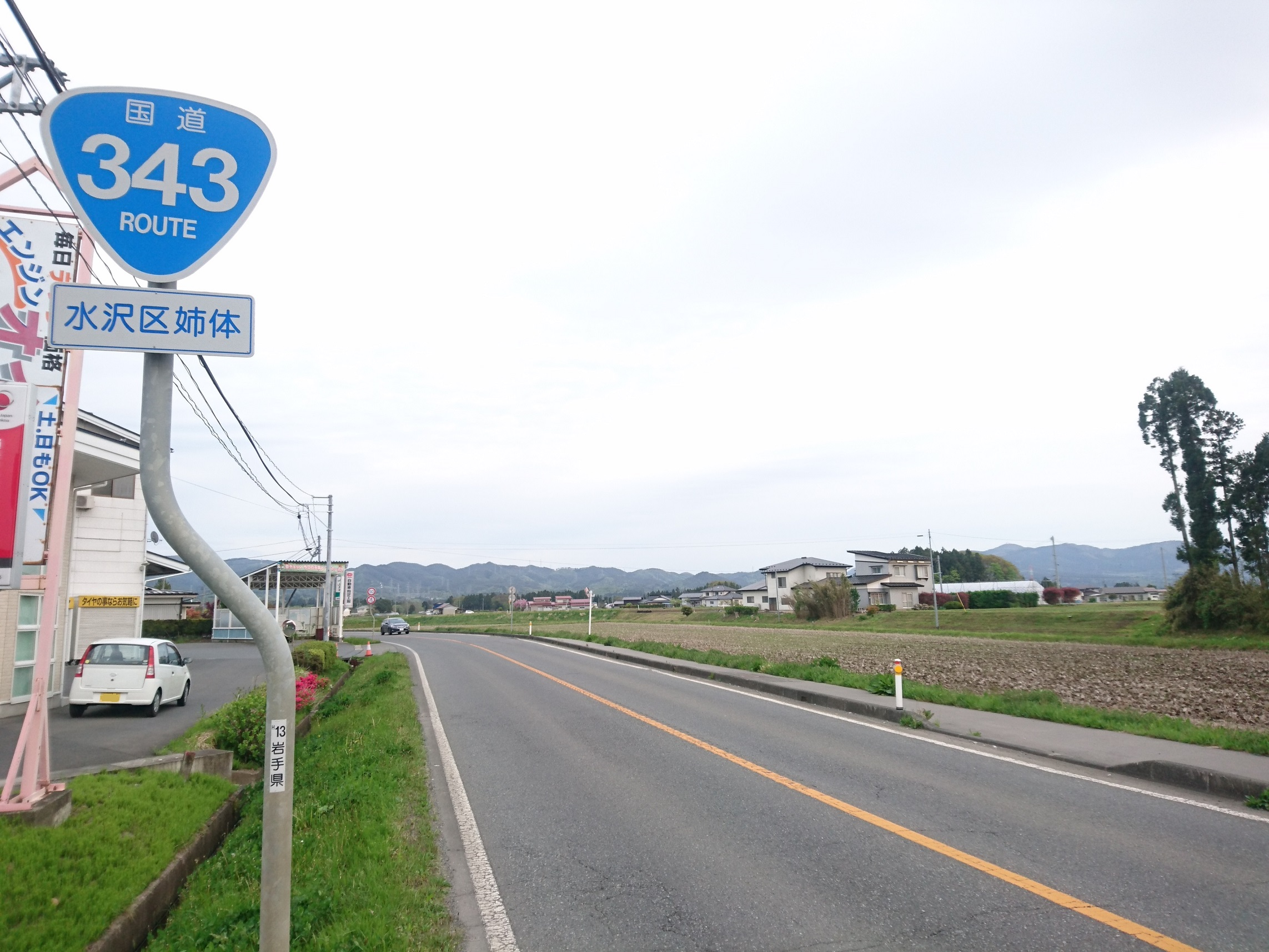
奥州市水沢姉体町付近
2016年5月

国道343号（こくどう343ごう）は、岩手県陸前高田市から奥州市に至る一般国道である。

## 概要

### 路線データ
一般国道の路線を指定する政令に基づく起終点および重要な経過地は次のとおり。
- 起点：陸前高田市（気仙町、国道45号交点、国道284号・国道340号起点）
- 終点：水沢市[注釈 2]（水沢中田町交差点 = 国道4号交点）
- 重要な経由地：岩手県東磐井郡大東町[注釈 3]
- 総延長：59.6 km（重用延長を含む。）[2][注釈 4]
- 重用延長：4.9 km[2][注釈 4]
- 未供用延長：なし[2][注釈 4]
- 実延長：54.7 km[2][注釈 4]
  - 現道：54.2 km[2][注釈 4]
  - 旧道：0.4 km[2][注釈 4]
  - 新道：なし[2][注釈 4]
- 指定区間：なし[3]

## 歴史

### 国道指定以前
- 1954年（昭和29年）
  - 1月20日 - 県道盛一関線の一部および県道水沢千厩線の一部が、気仙水沢線（岩手県気仙郡気仙町（現・陸前高田市） - 岩手県胆沢郡水沢町（現・奥州市））として主要地方道の指定を受ける[4]。
  - 8月16日 - 岩手県より水沢気仙線として県道に認定される[5]。
- 1964年（昭和39年）12月28日 - 県道水沢気仙線が、水沢陸前高田線（岩手県水沢市（現・奥州市）- 岩手県陸前高田市）として主要地方道の指定を受ける[6]。

### 国道指定後
- 1975年（昭和50年）4月1日 - 一般国道343号（岩手県陸前高田市 - 岩手県水沢市（現・奥州市））として指定[7]。
- 1997年（平成9年） - 鳶ヶ森道路が開通する[8]。
- 2014年（平成26年）3月28日 - 大原バイパス（一関市）が開通する[9]。

## 路線状況

### バイパス・改良事業など
- 矢作バイパス
- 二又バイパス
- 大原バイパス
  - 一関市大原地区において、安全で円滑な交通確保と幹線道路としての機能向上を目的に隘路区間を解消すべく整備された、全長約2,260 mのバイパス道路。
  - 2009年（平成21年）3月中央部分の約840 mが、翌2010年（平成22年）3月には約560 mが開通し、2014年（平成26年）3月28日に両端の約560 mと300 mがそれぞれ完成して全線開通となった[9]。
- 渋民バイパス
  - 全長約5,5 kmのバイパス道路。2021年（令和3年）3月28日に暫定供用開始[10]。
- 猿沢バイパス
- 鳶ヶ森道路
  - 国道343号の難所とされた旧東山町と旧大東町（現在はいずれも一関市）との境界区間に整備されたバイパス道路。従前は鳶ヶ森山の南側を峠道で越えていたのに対し、バイパスは鳶ヶ森山の北側を鳶ヶ森トンネルなどの土木構造物で直線的につないでいる。1997年（平成9年）に開通した[8]。
  - この道路の開通により旧道のほとんどの区間は砂利道の町道(現市道)となり、実質的に廃道に近い状態となっている。

### 重複区間
- 国道340号（陸前高田市（起点） - 廻館交差点）
- 国道456号（一関市大東町摺沢 - 一関市大東町猿沢）

### 道路施設

#### 道の駅

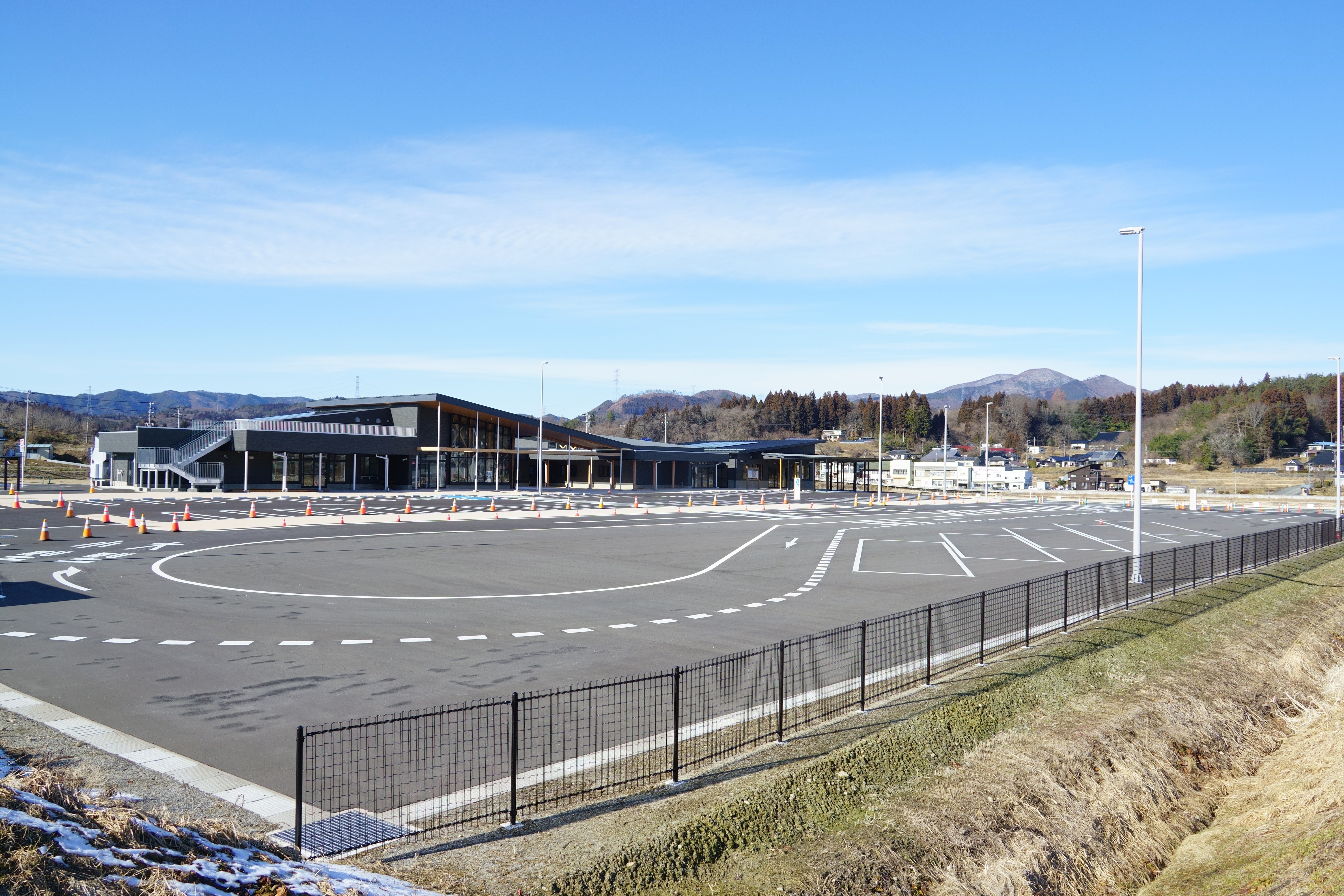
開業を控えた道の駅だいとう（2025年2月撮影）

- だいとう（一関市）
- みずさわ（奥州市）

## 地理

### 通過する自治体
- 岩手県
  - 陸前高田市 - 一関市 - 奥州市

### 交差する道路
- 国道45号（陸前高田市気仙町）
- 国道340号（陸前高田市・廻館交差点）
- 宮城県道・岩手県道34号気仙沼陸前高田線（陸前高田市矢作町字梅ノ木）
- 岩手県道246号世田米矢作線（陸前高田市矢作町字袖野）
- 岩手県道263号折壁大原線（一関市大東町大原字一ノ通）
- 岩手県道10号江刺室根線・室根方面（一関市大東町大原字立町）
  - 岩手県道10号江刺室根線・国道397号種山方面（一関市大東町大原字下町）
- 国道456号・登米市方面、岩手県道19号一関大東線（一関市大東町摺沢字四ツ角）
- 岩手県道104号沖田渋民線（一関市大東町渋民字関ノ上）
- 国道456号・盛岡方面、岩手県道105号猿沢東山線（一関市大東町猿沢字小森）
- 岩手県道14号一関北上線・一関方面（奥州市水沢黒石町字長根）
- 岩手県道197号田原折居線・国道456号方面（奥州市水沢黒石町字黒石）
- 岩手県道14号一関北上線・水沢江刺駅方面（奥州市水沢黒石町字舟場）
- 岩手県道197号田原折居線・陸中折居駅方面（奥州市水沢姉体町字橋本）
- 水沢東バイパス（奥州市水沢真城字町屋敷・予定線）
  - 国道4号（奥州市水沢中田町交差点）